# Паневропейски пикник
Паневропейският пикник е събитие за демонстрация на мира на границата между Австрия и Унгария край град Шопрон на 19 август 1989 г.
Със съгласието на 2-те страни се отварят символично за 3 часа граничните врати на стария Братиславски път между австрийския град Санкт Маргаретен (Sankt Margarethen im Burgenland), провинция Бургенланд и унгарското село Шопронкьохида (Sopronkőhidal), област Дьор-Мошон-Шопрон.
На същото място министрите на външните работи – австрийският Алоиз Мок и унгарският Дюла Хорн, на 27 юни 1989 г. разрязват заедно гранична преграда, за да подчертаят започнатата от Унгария от 2 май 1989 г. ликвидация на защитните съоръжения.
Повече от 600 граждани на Източна Германия използват това кратко откриване на Желязната завеса, за да избягат чрез Австрия в Западна Германия. Унгарските граничари не им попречват, въпреки че по договореност между ГДР и Унгария не е трябвало да ги пускат свободно (без изходни визи) в несоциалистическа страна.
Днес събитието е нареждано сред важните събития, които са довели до падане на Желязната завеса, приключване на Студената война, завършване на историята на Германската демократична република и Обединението на Германия през 1990 г.